# 東京ビデオフェスティバル
東京ビデオフェスティバル（TVF）とは、日本ビクター（現・JVCケンウッド）が2009年まで主催してきた国際的なビデオフェスティバルである。

## 概要
1978年、年齢・性別・プロ・アマ無関係に“誰もが参加できるオープンイベント”としてスタートした。
TVF2008（第30回）までに累計で世界107の国と地域から、50,000点以上の作品が寄せられている。
第31回目となるTVF2009には、世界54の国と地域から2,231作品（国内：760作品、海外：1,471作品）の応募があった。
2010年、日本ビクターが業績悪化でスポンサーを降板。以降は、NPO法人「市民がつくるTVF」が運営している。

## 審査委員
- 大林宣彦（映画作家）
- 小林はくどう（ビデオ作家、成安造形大学教授）
- 佐藤博昭（ビデオ作家、日本工学院専門学校講師）
- 椎名誠（作家）
- 高畑勲（アニメーション映画監督）
- 羽仁進（映画監督）

ほか